# Grb Kiribatija
Grb Kiribatija ili kiribatski grb, predložen je 1. svibnja 1937., te je službeno usvojen 1979., zajedno s novim geslom. Također se nalazi i na zastavi Kiribatija.
Grb se sastoji od štita na kojem je na crvenoj podlozi prikazana zlatna ptica iznad izlazećeg sunca. Ispod sunca su plavo-bijele valovite linije koje simboliziraju Tihi ocean, a tri grupe boja predstavljaju tri skupine otoka (Gilbertovi otoci, Feniksovi otoci i Linijski otoci). Sedamnaest zraka sunca predstavljaju šesnaest otokoa otočja Gilbert, te otok Banaba. Ispod štita nalazi se traka s državnim geslom "Te Mauri Te Raoi Ao Te Tabomoa" ("Zdravlje, mir i blagostanje")